# 伊卢利萨特冰峡湾
伊盧利薩特冰峽灣是格陵兰的峡湾，位于伊卢利萨特。該地點在2004年被UNESCO列為世界遗产，也是位於格陵蘭的第一個世界遺產。

## 地理
伊卢利萨特峡湾在东面的源头是雅各布港冰川，是北半球流量最大的冰川。冰川每天流动20至35公尺，每年二百亿吨冰山崩裂和排出峡湾。这些冰山很多都很庞大（高达一公里），高得在峡湾搁浅，有时要等待多年才被峡湾上流的冰川和冰山的力量冲破。破裂的冰山流出大海后，初时顺着海流往北，再转向南，流入大西洋。较大的冰山通常要到北纬40-45度才溶化（比英国更南，与纽约市同纬度）。